# Тампа (залив)
Тампа (англ. Tampa Bay) — залив в центральной части западного побережья Флориды. Крупная естественная гавань, эстуарий (рукав) Мексиканского залива. Включает в себя заливы: Хилсборо, Мак-Кей, Олд Тампа, Миддл Тампа, Лоуер Тампа. На прилегающей к заливу территории проживает около 4 миллионов человек, поэтому он широко используется как порт и зона отдыха, что отрицательно влияет на его экосистему, которая раньше обладала богатой флорой и фауной и была способна на саморегуляцию. В последние десятилетия, после того, как были приняты более существенные меры по уменьшению воздействия жизнедеятельности человека на залив, качество воды медленно стало улучшаться.
Название Тампа-Бэй иногда используется для обозначения всей агломерации Тампа-Бэй или её частей. Агломерация включает в себя много территориальных единиц и городов в нескольких округах на побережье залива. В торговле и продвижении брендов (включая несколько профессиональных спортивных и туристических клубов, торгово-промышленные палаты) обычно используется слоган Тампа-Бэй, который может быть ошибочно принят за название отдельного муниципалитета, что не соответствует действительности.

## Происхождение
Залив Тампа сформировался около 6000 лет назад, когда затопленная соленой водой долина реки образовала эстуарий, соединенный с Мексиканским заливом широким устьем. До этого времени залив представлял собой пресноводное озеро, вероятно наполняемое естественными источниками водоносного слоя Флориды. Хотя точно процесс преобразования озера в залив не полностью понятен, преобладающая теория объясняет его повышением уровня моря вследствие таяния ледников. Образование крупной котловины на месте нынешнего устья залива соединило озеро с морским заливом.

## Экология
Тампа Бэй — крупнейший открытый эстуарий Флориды, площадь которого превышает 1000 кв. километров. Его береговая линия принадлежит округам Хиллсборо, Пинеллас и Мэнати. Источниками пресной воды залива является не одна река, а более ста мелких притоков. Река Хиллсборо — самый большой источник пресной воды, далее следуют реки Алафия, Мэнати, Литтл Мэнати. Из-за многочисленных притоков бассейн залива охватывает участки пяти округов Флориды площадью около 5700 кв. километров. Дно залива илистое и песчаное, средняя глубина составляет всего лишь около 3,7 метров.